# Карл Бюлер
Карл Бюлер (на немски: Karl Bühler) е германски психолог познат с работата си върху гещалта и модела на Органона, който повлиява четиристранния модел на Фридман Шулц фон Тюн.

## Биография
Роден е на 27 май 1879 година в Мекесхайм, Германия. До идването на власт на нацистите работи в Университетите във Вюрцбург, Бон и Мюнхен. Между 1922 и 1938 е във Виена, а след аншлуса на Австрия в Университета в Минесота (1940) и в Университета в Лос Анджелис (1945). Жена му Шарлоте Бюлер е специалист по детска психология.
Умира на 24 октомври 1963 година в Лос Анджелис на 84-годишна възраст.